# Яйцевод

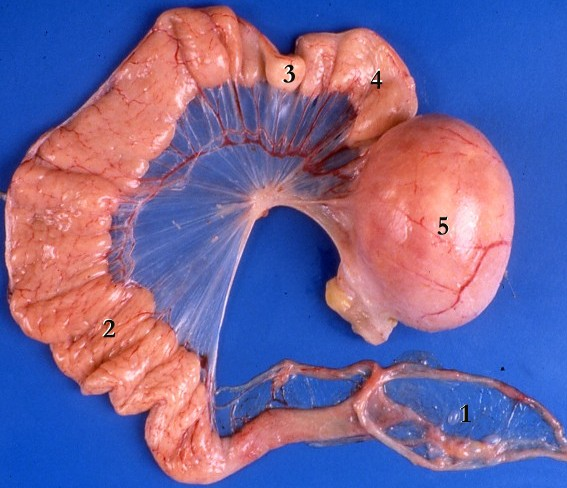
Яйцевод курицы

Яйцевод (лат. oviductus) — проток, служащий для выведения зрелых яиц или яйцеклеток, которые образуются в яичниках самок животных. Как правило, яйцевод является парным органом, но у птиц, крокодилов и некоторых хрящевых рыб одна или другая сторона не развивается. Таким образом один яичник и один яйцевод у этих животных остаются нефункциональными.
У всех круглых червей, членистоногих, рыб, кроме костистых, яйцевод не напрямую связывается с яичником. Передняя часть яйцевода заканчивается в воронкообразном теле, в котором собираются яйца. У самок бесчелюстных яйцевода нет: у них яичник выпускает яйца непосредственно в полость тела, откуда они выходят наружу через специальные поры.
В начальной части яйцевода наземных и вторичноводных животных обычно происходит оплодотворение. Движение яйца по яйцеводу совершается сокращением мускулистых стенок или движением ресничек мерцательного эпителия.

## Морфология

### У птиц
Птицы относятся к яйцекладущим животным, среди них полностью отсутствуют яйцеживородящие и живородящие виды. У самок птиц развивается только левый яичник и левый яйцевод. Редукция правого яичника и правого яйцевода связана с невозможностью одновременного формирования яиц в парных яичниках. Левый яйцевод (мюллеров канал) открывается в полость тела около яичника, а его утолщенный задний отдел впадает в клоаку. Оплодотворение происходит в передней части яйцевода. Оплодотворенная яйцеклетка за счёт сокращения стенок яйцевода продвигается к клоаке покрываясь оболочками, которые продуцируются железистыми клетками. От момента попадания яйцеклетки в яйцевод до откладки яйца у различных видов птиц проходит от 12 до 48 часов.

### У рыб
У хрящевых рыб яйцеводы парные, они представляют собой длинные трубки, которые, как и у всех позвоночных, исключая костных рыб, не соединяются с яичником, а открываются прямо в полость тела общей воронкой. Яйцеводы имеют по округлому вздутию, внутри которого располагается скорлуповая железа. Задние части яйцеводов открываются в клоаку.
У костистых рыб в процессе развития яйцевод сначала атрофируется, а затем образуется вторично, одним концом срастается с яичником, а другим — открывается наружу.

### У червей
У ресничных червей от яичников отходят два яйцевода. Оба яйцевода соединяются в один канал — влагалище, который открывается в клоаку. В яйцеводе оплодотворенная яйцеклетка окружается желточными клетками и покрывается скорлупой. Особенности устройства половой системы у разных групп ресничных червей могут сильно отличаться. Женская половая система круглых червей представлена двумя яичниками, переходящими в яйцеводы, которые образуют две трубки матки. Эти трубки соединяются друг с другом, в результате чего образуется влагалище, открывающееся половым отверстием на брюшной стороне.